# Chiesa di San Pietro in Vincoli (Gesté)
La chiesa di San Pietro in Vincoli era un luogo di culto di Gesté, nel dipartimento francese del Maine e Loira.

## Storia e descrizione
L'edificio sorse sui resti di un precedente luogo di culto, andato distrutto durante un incendio nel 1794.
Nel 1844 la navata fu ricostruita in stile neoclassico su progetto di Ferdinand Lachese. Nel 1854 fu innalzato lo svettante campanile, ricoperto con tegole in ardesia.
Successivamente fu dato incarico all'architetto Alfred Tessier di ampliare la chiesa con l'aggiunta di un transetto in stile neogotico, che fu costruito tra il 1862 e il 1864, facendo così assumere all'edificio una pianta a croce latina.
Nei primi anni duemila la chiesa andò incontro ad un lento degrado, accentuato anche da numerosi atti di vandalismo.
Dopo un periodo di abbandono, nel 2013 le autorità decretarono l'abbattimento dell'edificio, risparmiando però il campanile e altre parti minori, che sono state integrate in una nuova chiesa.

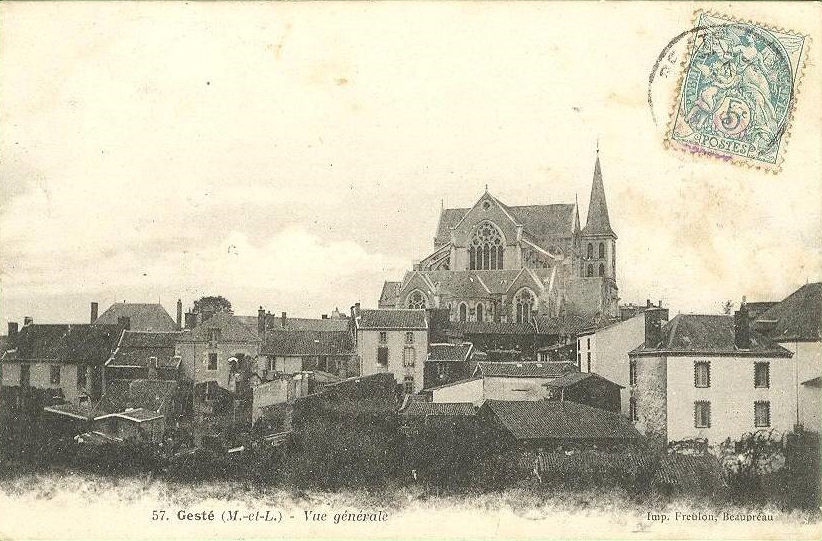
Veduta della chiesa in una cartolina d'epoca
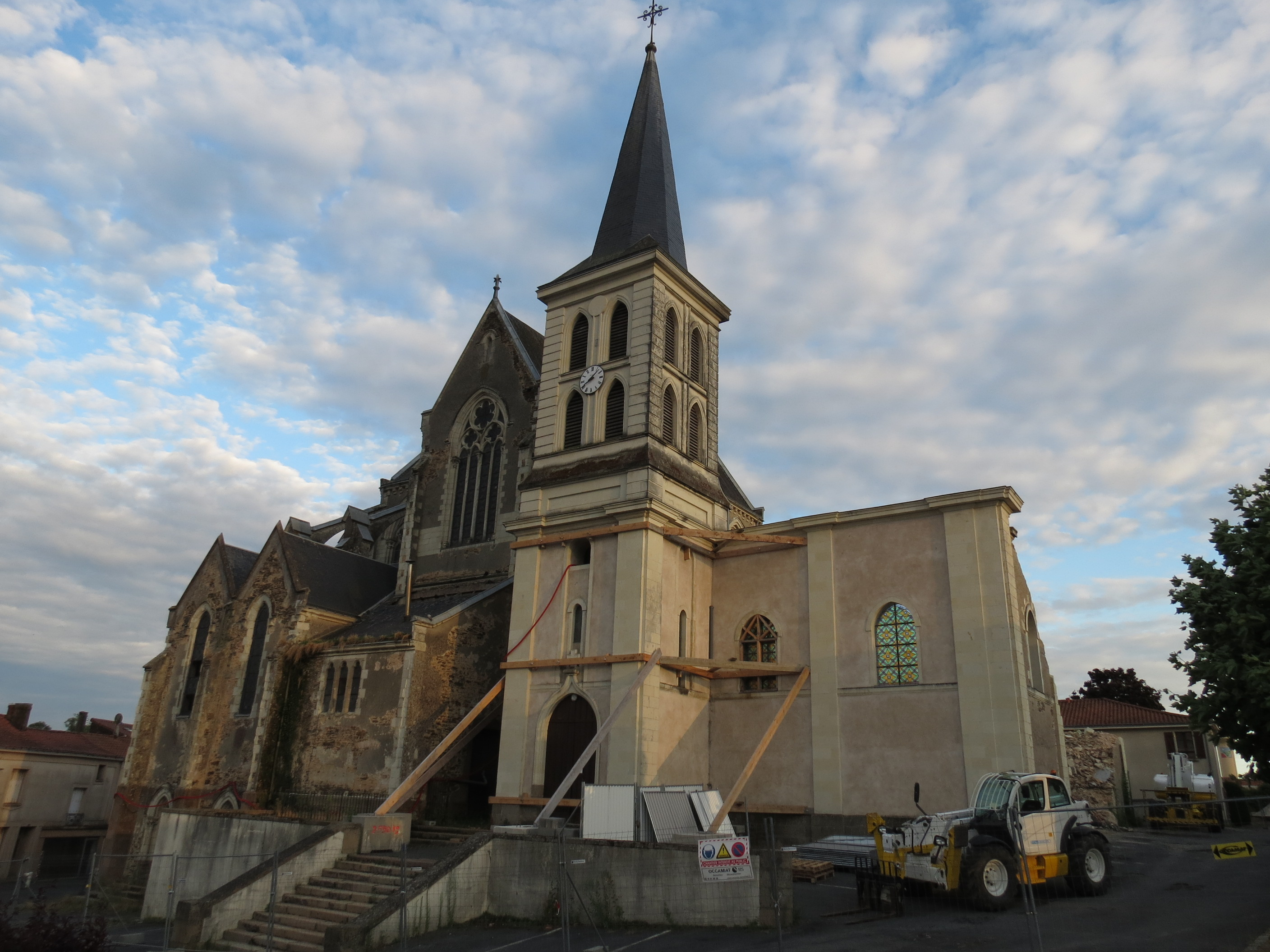
La chiesa prima della distruzione
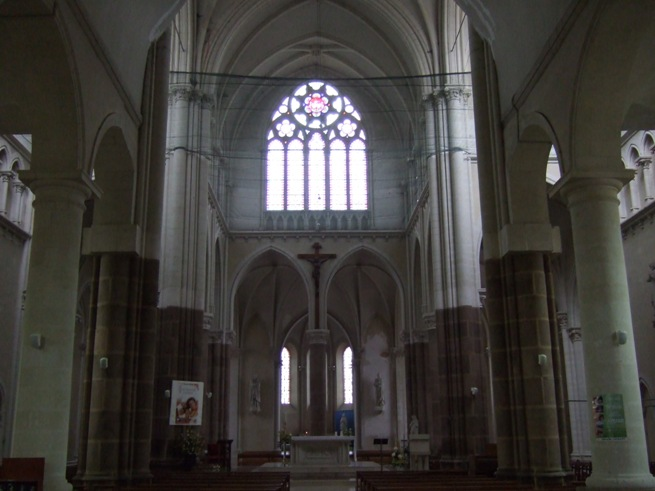
Interno
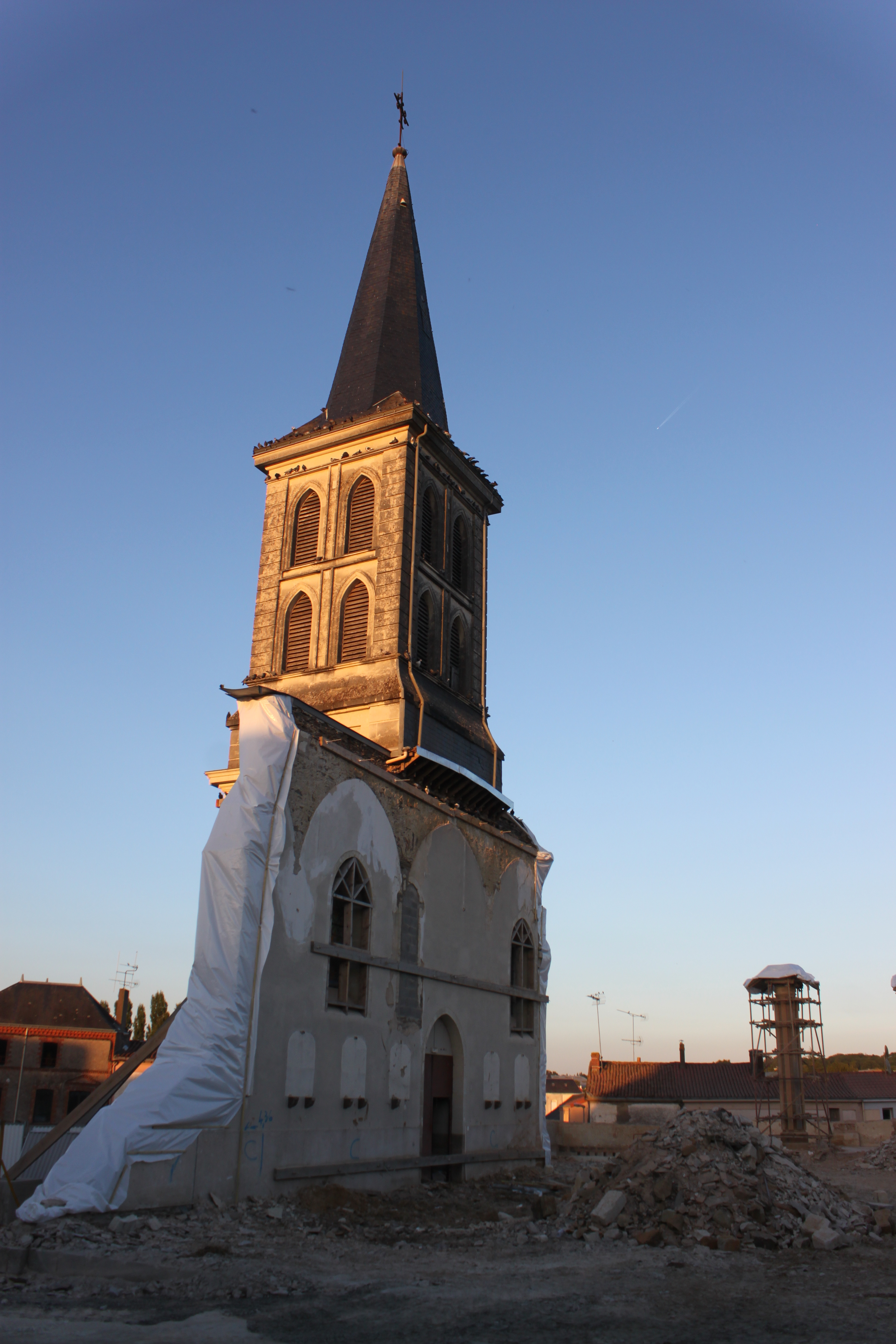
I ruderi della chiesa e il campanile